# Indre energi
Indre energi {\displaystyle U} er inden for termodynamikken en betegnelse for den samlede energi i et system. Da det er praktisk svært eller umuligt at bestemme den samlede energi, fokuseres i stedet hellere på ændringen {\displaystyle dU}. Den indre energi ændres, når der tilføres varme {\displaystyle Q}, eller når der udføres et arbejde {\displaystyle W} på systemet
{\displaystyle dU=\delta Q+\delta W}
hvor {\displaystyle U} er en tilstandsfunktion, hvilket vil sige, at den er uafhængig af formen for tilført energi, mens varme og arbejde er ineksakte differentialer angivet med {\displaystyle \delta }. Dette er termodynamikkens 1. lov.

## Udtryk for varme og arbejde
Arbejde mod en kraft {\displaystyle F} over en afstand {\displaystyle dx} er givet ved
{\displaystyle \delta W=-Fdx}
hvor det negative fortegn angiver, at det er energien, der går ind i systemet. For et stempel, der sammenpresser en gas, er kraft givet ved gassens tryk {\displaystyle p} gange stemplets overfladeareal {\displaystyle A}:
{\displaystyle \delta W=-pAdx}
Siden volumenet dermed ændres
{\displaystyle dV=Adx}
er arbejdet givet ved
{\displaystyle \delta W=-pdV}
For reversibel varmeudvekling {\displaystyle \delta Q_{\text{rev}}} kan definitionen på entropi {\displaystyle S} bruges
{\displaystyle dS\equiv {\frac {\delta Q_{\text{rev}}}{T}}}
hvor {\displaystyle T} er temperaturen. For en reversibel proces kan ændringen i indre energi altså skrives som:
{\displaystyle dU=TdS-pdV}
Da alle størrelserne i dette udtryk er tilstandsfunktioner, gælder udtrykket også for irreversible processer. Indre energi kan altså skrives som en funktion af {\displaystyle S} og {\displaystyle V}, når arbejdet er volumenarbejde:
{\displaystyle U=U(S,V)}
Hvis {\displaystyle S} og {\displaystyle V} er upraktiske variable til et bestemt formål, kan den indre energi erstattes med et andet termodynamisk potential.